# Tell Me Why (Supermode)
Tell Me Why is een nummer van de Zweedse dj's Steve Angello en Axwell (die later lid waren van Swedish House Mafia) onder de naam Supermode. Het nummer bevat samples van twee nummers van Bronski Beat, de melodie is gesampled van Smalltown Boy en de tekst van Why?. De zang in het nummer werd verzorgd door Hal Ritson.
Het nummer werd een hit in Europa. Het haalde de 5e positie in de Nederlandse Top 40. In de Vlaamse Ultratop 50 haalde het nummer 22.